# 南开大学附属医院
南开大学附属医院，位于天津市河西区小海地微山路4号，曾为天津市卫计委直属的天津市第四医院，又名天津市烧伤专科医院，始建于1988年，是一所以烧伤整形为特色的天津市属三级乙等医院，该医院烧伤整形科为天津市重点学科。天津市烧伤研究所、天津市烧伤急救中心均设在该院。 2015年10月，南开大学整建制接收天津市第四医院，作为南开大学附属医院。2016年8月3日，经中央编制办、教育部批复同意，天津市市长办公会讨论通过，天津市第四医院正式更名为南开大学附属医院并揭牌。